# Бомонт, Билл
Сэр Уильям Блэкледж Бомонт CBE DL (англ. Sir William Blackledge Beaumont, родился 9 марта 1952 года в Чорли), также известный как Билл Бомонт (англ. Bill Beaumont) — британский английский регбист, выступавший на позиции лока (замка); в составе сборной Англии провёл 34 матча, в составе британско-ирландской сборной «Британские и ирландские львы» участвовал в сериях тест-матчей в 1977 году против Новой Зеландии и в 1980 году против ЮАР. Действующий президент World Rugby (с 11 мая 2016 года), в 2012—2016 годах — президент Регбийного союза Англии. Член Международного регбийного зала славы с 2003 года и Зала славы World Rugby с 2014 года.

## Биография

### Ранние годы
Окончил школу Крессбрук в Киркби-Лонсдейл, где учился в своё время английский регбист Джон Спенсер, и Колледж Эллисмер в Шропшире. Игровую карьеру провёл в клубе «Файлд» с 1969 по 1982 годы, пока не завершил карьеру из-за последствий травм.

### Игры за сборные
Бомонт сыграл 34 матча за сборную Англии, что стало рекордом для выступающего на позиции лока, в том числе 21 матч как капитан сборной. 26 матчей он провёл в рамках Кубка пяти наций. Дебютная игра для него выпала на 18 января 1975 года, когда англичане играли в гостях у Ирландии на «Лэнсдаун Роуд». Бомонт вышел в конце матча на замену вместо капитана команды, Роджера Аттли. В составе сборной Англии он совершал турне по Австралии в 1975 году, в 1979 году посетил Японию, Фиджи и Тонга, а в 1981 году участвовал в серии матчей в Аргентине. 15 матчей он провёл за клуб звёзд мирового регби «Барбарианс», один из них состоялся в 1978 году против новозеландской сборной, известной как «Олл Блэкс».
В составе «Британских и ирландских львов» Бомонт дебютировал в 1977 году в турне по Новой Зеландии, сменив повредившего большой палец Найджела Хортона, и сыграл все три матча. В 1978 году он стал капитаном сборной Англии в игре против французов в Париже, а в 1979 году возглавил сборную Северной Англии, с которой одержал победу над «Олл Блэкс». В 1980 году со сборной Англии Бомонт не только выиграл Кубок пяти наций, но и впервые за 23 года помог сборной завоевать Большой шлем. В том же году участвовал в турне «Львов» по ЮАР, сыграв в 10 из 18 матчей и став первым с 1930 года англичанином-капитаном «Львов» после Дуга Прентиса.
16 января 1982 года состоялся последний матч Бомонта в сборной Англии — на «Маррифилде» против Шотландии. Карьеру игрока Бомонт завершил по совету врачей, поскольку перенёс несколько сотрясений мозга.

### Вне регби
Бомонт стал регулярным участником спортивно-интеллектуального шоу A Question of Sport, на протяжении 14 лет являясь капитаном приглашаемых в студию звёзд (больше него времени провёл только Мэтт Доусон, побивший рекорд в 2018 году). Противниками Бомонта по шоу были Вилли Карсон, Эмлин Хьюз и Иан Ботам. В 1996 году он даже провёл два выпуска вместо традиционного ведущего Дэвида Коулмена, доверив пост капитана своей команды Уиллу Карлингу.
Также Бомонт стал управляющим директором текстильного завода в Ланкашире — единственного на его родине в Чорли. Является почётным президентом Общества деревянной ложки, спонсирующего регбийные проекты для детей-инвалидов в Великобритании и Ирландии.

### Карьера регбийного функционера
С 1999 года Бомонт представлял Англию в IRB, участвуя в организации турне «Львов» по Новой Зеландии 2005 года. В 2007 году его именем был назван кубок, разыгрываемый среди сборных графств Англии.
С 1 января 2008 года по 31 декабря 2011 года Бомонт был вице-президентом Регбийного союза Англии, а затем, уступив пост Орегану Хоскинсу, пошёл на выборы президента Регбийного союза как кандидат, приступив к обязанностям 8 июля 2012 года. 11 мая 2016 года он сменил Бернара Лапассе на посту президента World Rugby, приступив к обязанностям 1 июля 2016 года.
В канун Дня Рождения Королевы 2008 года Бомонт, уже имея звание офицера ордена Британской империи, был произведён в командоры, а в канун Нового 2019 года посвящён в рыцари, став сэром Уильямом Бомонтом. Является заместителем лорда-наместника Ланкашира. На должность президента World Rugby Билл Бомонт был переизбран 2 мая 2020 года, победив своего заместителя Агустина Пишота уже в первом туре выборов.
В 2025 году награждён японским орденом Восходящего солнца I степени.